# Sarayova, Hasanbeyli
Sarayova là một xã thuộc huyện Hasanbeyli, tỉnh Osmaniye, Thổ Nhĩ Kỳ. Dân số thời điểm năm 2010 là 418 người.